# Arabischer Doktorfisch

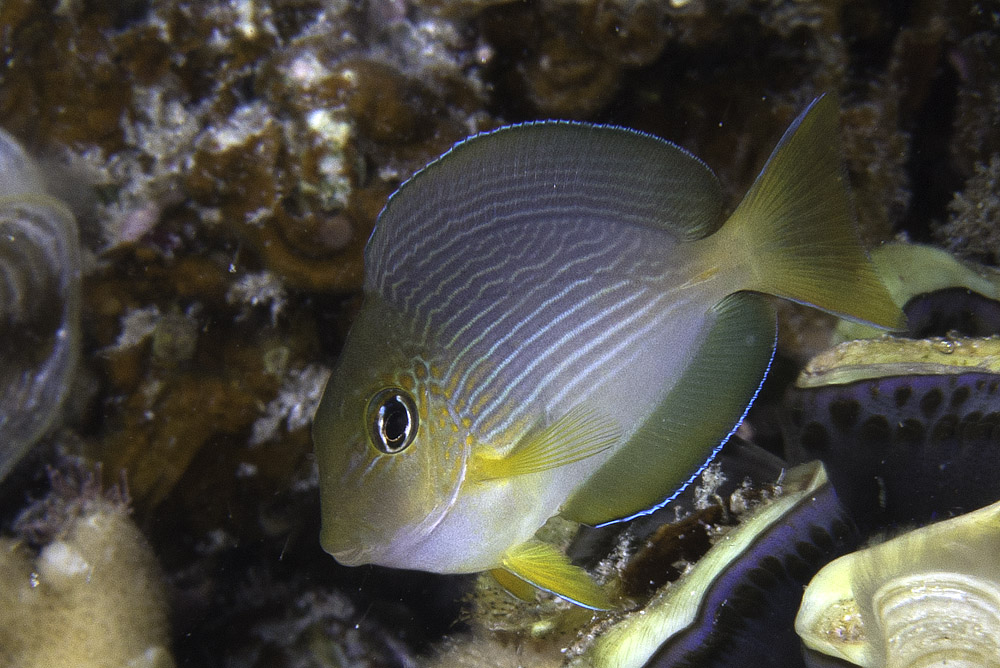
Arabischer Doktorfisch (Acanthurus sohal), Jungfisch

Der Arabische Doktorfisch (Acanthurus sohal), auch Sohaldoktorfisch, ist eine Art aus der Familie der Doktorfische (Acanthuridae) und gehört in dieser der Unterfamilie der Skalpelldoktorfische (Acanthurinae) an.

## Verbreitung
Der häufig zu beobachtende Arabische Doktorfisch kommt im Roten Meer und im Persischen (=Arabischen) Golf vor, wo er bevorzugt an korallenreichen Saumriffen lebt. Er hält sich meist an der Wasseroberfläche auf, nur sehr selten ist er in Gewässertiefen unter 10 Metern zu beobachten.

## Aussehen
Wie die meisten Doktorfischarten auch hat der Arabische Doktorfisch einen längsovalen, seitlich abgeflachten Körper. Das Maul ist endständig und die Augen liegen relativ weit oben. Die Schwanzflosse ist stark sichelförmig ausgezogen, Rücken und Afterflosse sind dagegen abgerundet und können beim Imponierverhalten aufgestellt werden. Rücken-, After- und Schwanzflosse sind schwarz gefärbt und haben jeweils einen blauen Rand. Auf den Flanken trägt der Fisch ein schwarzweißes Linienmuster. Ältere männliche Doktorfische entwickeln außerdem eine Stirnbeule.

## Verhalten und Nahrung
Als junger Fisch lebt der Arabische Doktorfisch entweder als ein Einzelgänger oder in Vergesellschaftung mit Jungfischen der Arten Goldtupfen-Doktorfisch und Brauner Borstenzahndoktor.
Als ausgewachsene Fische bildet die Art Haremsreviere. Mehrere Weibchen leben in eigenen kleineren Revieren; ein einzelnes männliches Tier patrouilliert auf festen Schwimmbahnen diese Reviere und verteidigt sie gegenüber Artgenossen.

## Der Arabische Doktorfisch in der Aquarienhaltung
Wie die meisten Doktorfischarten ist auch der Arabische Doktorfisch im Aquarium ein schwieriger Pflegling. Der Fisch hat ein ausgeprägtes Schwimmbedürfnis, er benötigt ein sehr großes Becken und bringt durch rastloses Schwimmen viel Unruhe in die im Aquarium gehaltene Fischgesellschaft. Er ist außerdem unverträglich gegenüber Doktorfischarten und als revierbildender Fisch auch gegenüber Artgenossen.